# Radars météorologiques CSU-CHILL et Pawnee
Les radars CSU-CHILL et Pawnee sont deux radars météorologiques de recherche de l'université d'État du Colorado et font partie du National Radar Facility (laboratoire national du radar) subventionné par la National Science Foundation des États-Unis. Le radar CSU-CHILL est situé à Greeley (Colorado) et le CSU-Pawnee est situé à 48 km au nord-nord-ouest du précédent. Les deux radars servent à l'étude des précipitations, en particulier de celles produites dans les orages, comme la grêle, et des caractéristiques des nuages qui les produisent. CSU-CHILL est toujours en activité en 2018 mais Pawnee fut mis à la retraite en 2015

## Caractéristiques

### CSU-CHILL
Le radar de CSU-CHILL est un radar météorologique Doppler à la fine pointe du développement technique. Il comporte deux émetteurs radio-électriques utilisant chacun un klystron de bande S. De plus, il comporte aussi un émetteur de bande X de très faible intensité. Le faisceau de chaque émetteur est émis individuellement par son propre cornet d'alimentation en position décalée vers une antenne parabolique de près de neuf mètres. Cette configuration permet d'obtenir différentes polarisations de son faisceau (verticale, horizontale, circulaire, etc.) pour mesurer l'intensité, la vitesse de déplacement radiale et le type d'hydrométéores dans un nuage.
Ce radar est protégé par un radôme pneumatique et est entouré de divers bâtiments dont le centre de contrôle. Bien que sa position habituelle soit dans un champ près de l'aéroport de Greeley à la coordonnée 40° 26′ 46,5″ N, 104° 38′ 13,5″ O et une altitude de 1 432 m, il est démontable et peut être transporté dans des conteneurs à un autre endroit pour un projet particulier durant au moins 20 jours. Il peut effectuer des sondages à plusieurs angles d'élévation sur 360 degrés autour du radar ou peut faire un sondage dans une seule direction depuis l'horizon jusqu'à la verticale.

### CSU-Pawnee
Le radar de Pawnee est un radar météorologique Doppler dont le faisceau est polarisé verticalement. Il est plus simple que le radar CHILL ayant une résolution de seulement 1,6° et une puissance de 425 kW. Il se trouve lui aussi dans un champ aux coordonnées 40° 52,269′ N, 104° 42,84′ O à une altitude de 1 688 m. Il peut être synchronisé avec CHILL pour observer les mêmes précipitations de deux points de vue. Cela permet d'obtenir la vitesse en trois dimensions des hydrométéores dans les nuages et donc le comportement de celles-ci durant la vie des nuages. Il fut mis démantelé en mars 2015.

## Histoire et réalisations
Le radar original fut assemblé en 1970 par l'université de Chicago (CH) et le département d'hydrologie de l’État d’Illinois (ILL) ce qui lui donna son nom de CHILL. Il a été conçu pour mieux connaître les précipitations et en particulier mieux estimer les quantités tombées. Les radars conventionnels ne notent que les échos de retour appelés réflectivité et celle-ci est en principe proportionnelle au taux de précipitations si ces dernières sont d'un seul type. Cependant, s'il y a un mélange (pluie et neige par exemple) ou que de très gros hydrométéores, comme la grêle, se mêlent à la pluie, la proportionnalité n'existe plus. Pour remédier à cela, CHILL comptait alors deux radars conventionnels ne percevant que l'intensité des précipitations mais utilisant deux longueurs d'onde différentes (3 et 10 cm) ce qui permettait de calculer l'atténuation du signal dans les précipitations ou de détecter la présence de grêle par la différence de l'intensité des échos et ainsi de corriger l'estimation des quantités tombées. Il fut utilisé dans des campagnes de mesure de la pluviométrie dans la région située autour de Chicago. 
Une méthode plus élégante pour corriger l'estimation des quantités tombées consiste à utiliser une émission à double polarisation pour faire l'estimation des quantités reçues grâce au changement différentiel de phase entre les deux directions de polarisation ; en effet le changement de phase est proportionnel à la quantité de matière traversée quel que soit son état. Accessoirement, cela permet également de déterminer directement le type de précipitation. Ce changement fut fait rapidement et des articles de la littérature scientifique citent bientôt des utilisations de CHILL non prévues originellement, comme la détection des insectes par radar. 
CHILL fut déménagé au Colorado en 1990 pour être utilisé par l'université d'État du Colorado (CSU) ce qui lui a conféré son nom actuel de CSU-CHILL. Il utilisait à cette époque un seul transmetteur et le faisceau était émis alternativement en une onde polarisée verticalement, puis horizontalement, grâce à un interrupteur à ferrite. Ce genre d'interrupteur s'usant rapidement en raison de la chaleur produite par son opération, le système fut remplacé en 1995 par un système mettant en œuvre un émetteur pour chacune des polarités. Cela a eu pour résultat une grande fiabilité, un système plus polyvalent et une meilleure séparation des données verticales et horizontales permettant une grande sensibilité. Par exemple en 1997, ce radar a permis de mieux estimer les quantités de pluie tombées en juillet sur le bassin de la rivière Spring Creek qui provoqua une inondation à Fort Collins. La hauteur de pluie maximale calculée par le radar était de 125 mm supérieure en certains endroits à celle du radar NEXRAD du service météorologique des États-Unis.
En 2008, CHILL reçut une nouvelle antenne ainsi que l'électronique associée lui donnant une meilleure résolution. Le travail fut complété en février grâce à une subvention de 1,4 million $US du National Science Foundation sur trois ans. L'antenne fut installée par la société VertexRSI, une division de General Dynamics, qui a fait don de 0,25 million $US d'équipement à l'université.